# BMW M2
La  BMW M2 è un'autovettura coupé compatta di fascia media ad alte prestazioni prodotta dalla casa automobilistica tedesca BMW a partire dalla fine del 2015. Si tratta della versione di punta della gamma della BMW Serie 2.

## M2 F87 (2015-2022)

### Storia e profilo

#### Debutto

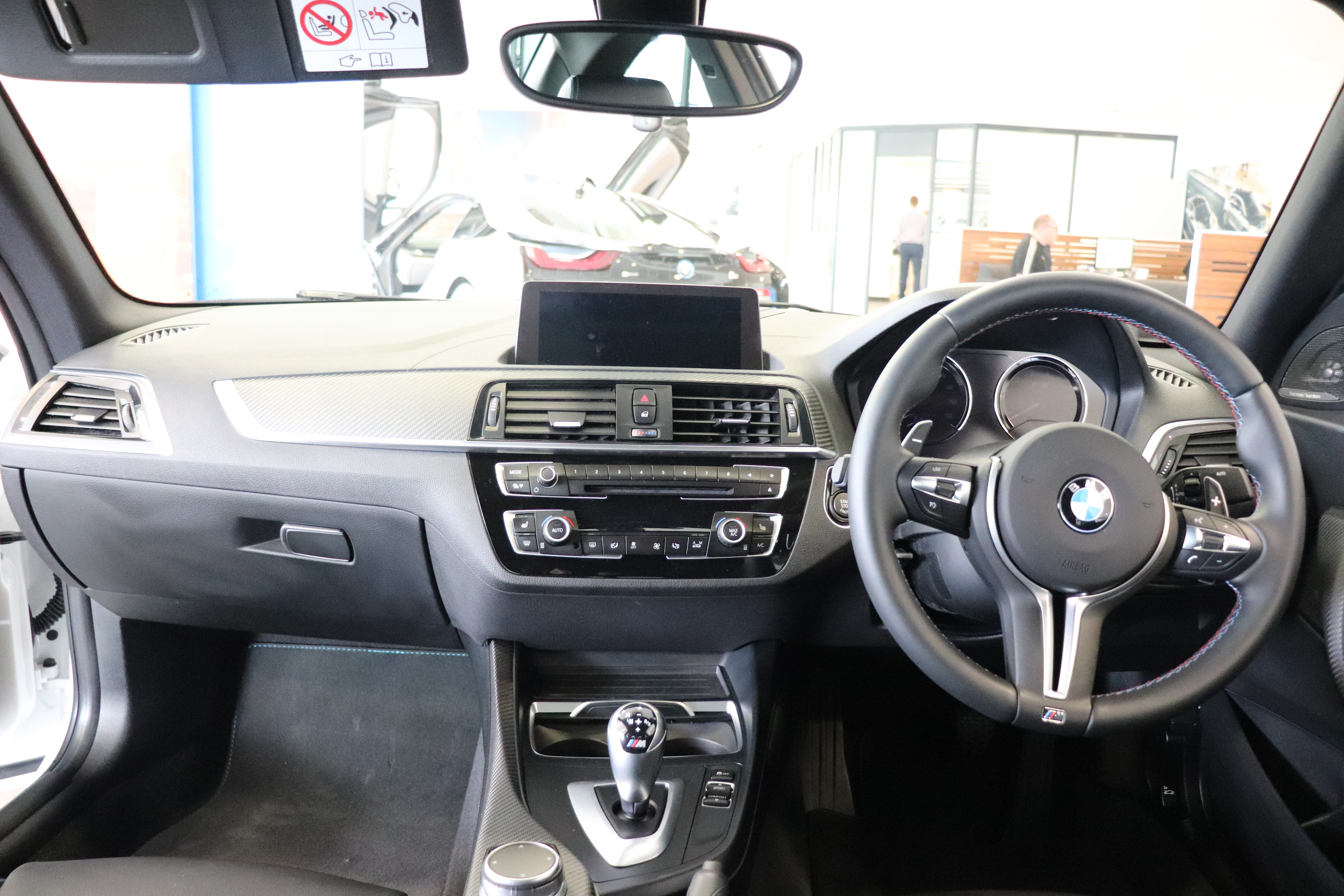
Interni

Annunciata a novembre 2015, la M2 è stata svelata al pubblico nell'ottobre 2015, contestualmente all'avvio della sua produzione presso lo stabilimento BMW di Lipsia ed ha cominciato ad entrare nei listini europei tra la fine dello stesso anno e l'inizio del 2016. Nel mese di gennaio, poi, è avvenuta la presentazione ufficiale al Salone di Detroit, ma la Casa ha annunciato che la vettura avrebbe cominciato a comparire nelle concessionarie solo nel mese di aprile.

#### Caratteristiche
Dal punto di vista stilistico, la M2 tradisce chiaramente la sua appartenenza alla gamma della Serie 2 da cui in parte deriva. Differisce però dal resto della gamma per numerosi aspetti, come i nuovi disegni dei due paraurti, quello anteriore dotato di prese d'aria più grandi e quello posteriore dotato di nuovi incavi per alloggiare i due terminali di scarico sdoppiati, tipici delle versioni M più spinte. Altre differenze estetiche sono i parafanghi bombati, una soluzione di sicuro impatto visivo, ma che in realtà è stata necessaria per ospitare la gommatura specifica, molto più generosa che non negli altri modelli della Serie 2. Infine, la M2 è dotata anche delle note "branchie" laterali in corrispondenza dei parafanghi anteriori, anch'esse un segno distintivo delle BMW di punta.
All'interno sono presenti molti particolari recanti il marchio M come volante, sedili, poggiapiedi e pomello del cambio.

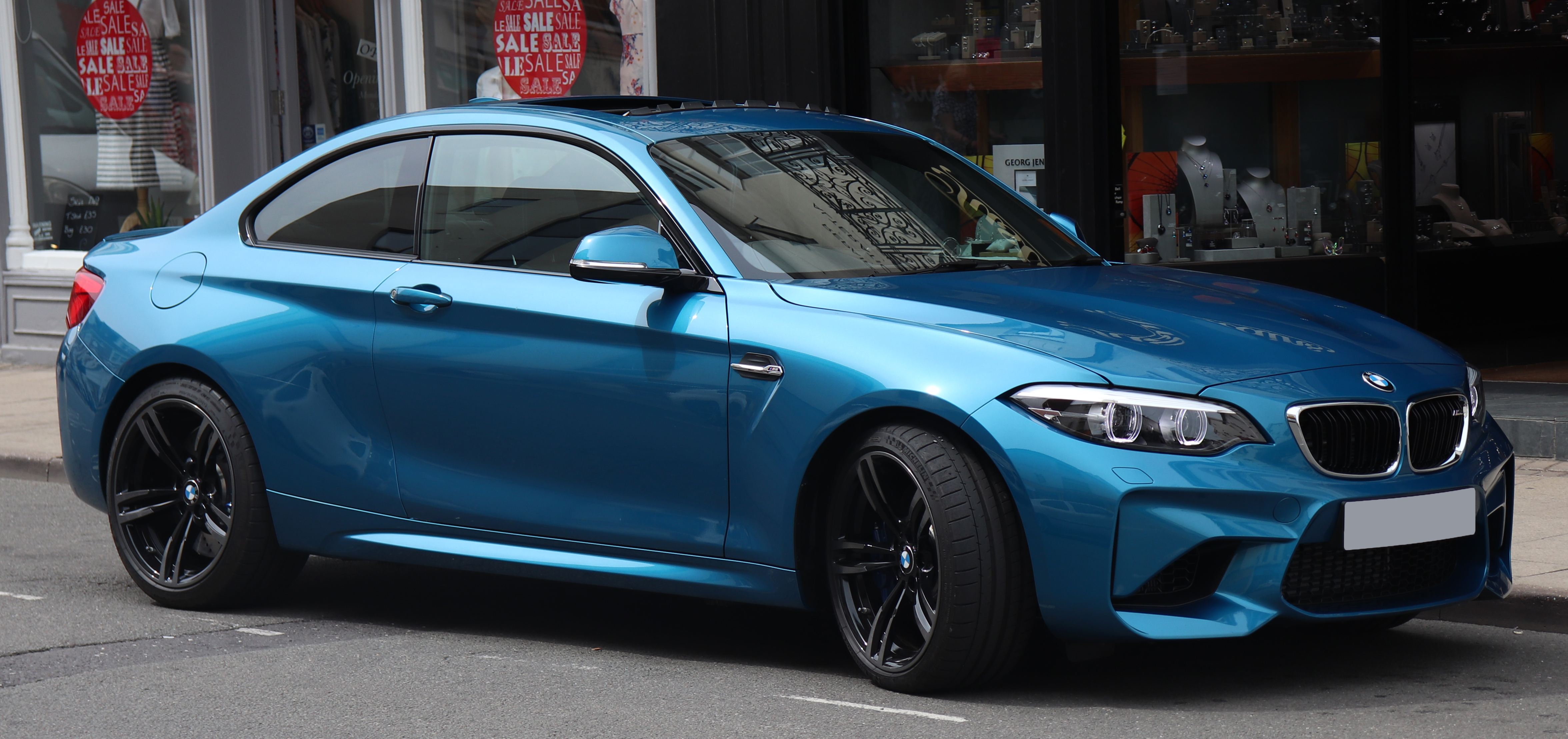
Vista laterale

Ma è il comparto meccanico quello che maggiormente caratterizza la M2. Sotto il cofano trova posto il BMW N55, lo stesso 3 litri (2979 cm³) turbocompresso della M235i, ma in questo caso rivisto a fondo attingendo in parte anche dalla più grande e potente M4 e ottenendo alla fine una potenza massima superiore di 30 CV. Sviluppato in collaborazione col reparto Motorsport della BMW, questo motore a sei cilindri in linea eroga 370 CV a 6500 giri/min e 465 Nm tra i 1400-5560 giri (con overboost attivato arriva fino a 500 Nm tra i 1450-4750 giri/min) scaricati sulla asse posteriore; il  peso a secco è di 1495 kg. La M2 è in grado di accelerare da 0 a 100 km/h in 4,5 secondi con il cambio manuale a 6 marce, mentre con il cambio a 7 marce a doppia frizione il tempo scende a 4,3 secondi. La velocità massima è limitata a 250 km/h, ma il limitatore può essere alzato fino a 270 km/h grazie al pacchetto opzionale M Driver Package. Per quanto riguarda le varianti di trasmissione la M2 è prevista di serie con un cambio manuale a 6 marce, ma volendo era possibile ordinare la vettura anche con un cambio a doppia frizione a 7 rapporti.

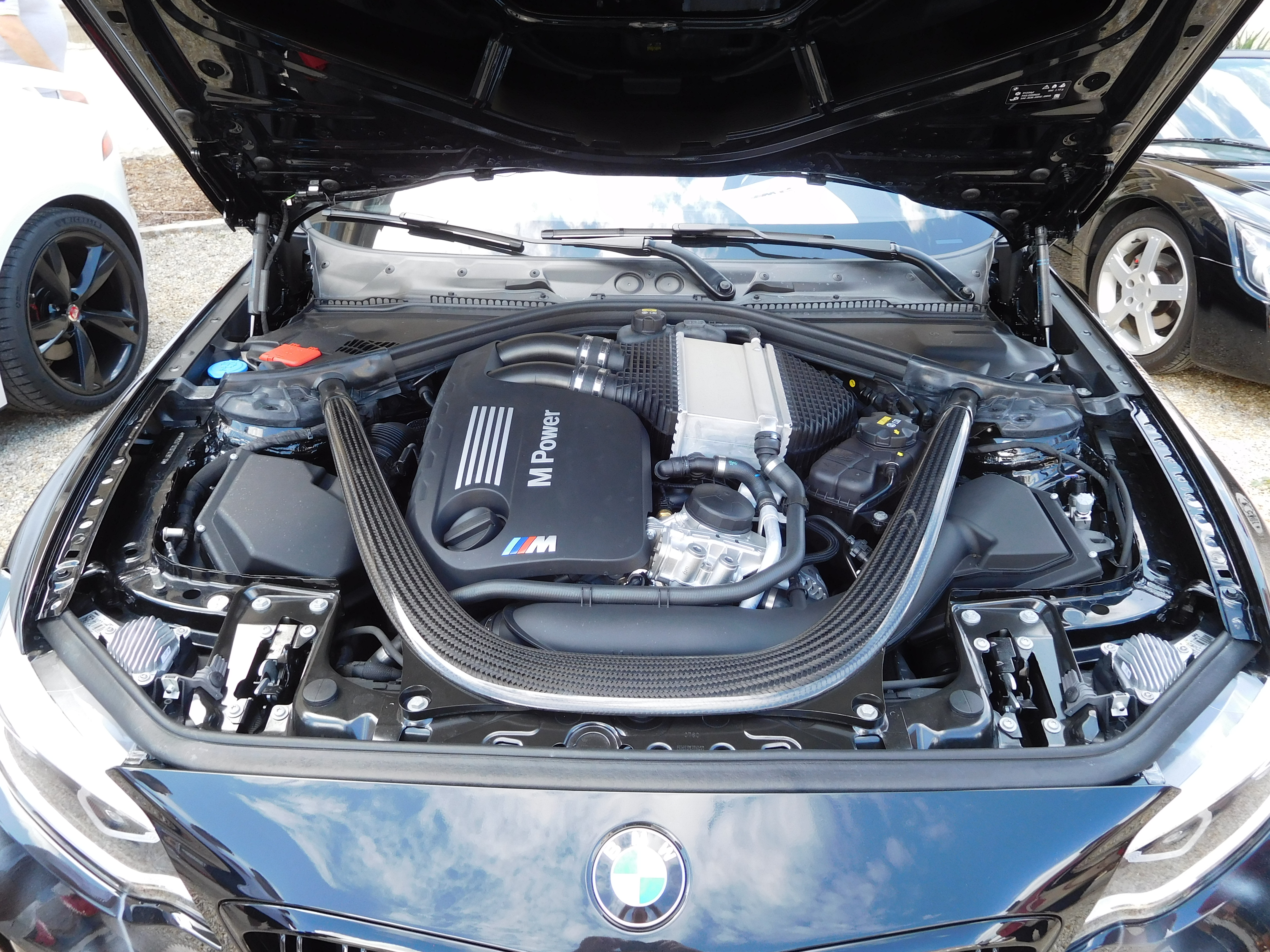
Motore di una M2 Competition

I tecnici BMW sono intervenuti anche sull'estetica e sul set up meccanico attraverso delle modifiche alla carrozzeria allungandola fino a 447 cm di lunghezza, le carreggiate e i passaruota, montando dei cerchi in lega da 19" su pneumatici da 245/35 e 265/35, modificando l'assetto rendendolo più rigido, aggiungendo un differenziale autobloccante a controllo elettronico  e montando quattro dischi di tipo autoventilante e dal diametro di 380 mm davanti con pinze a 4 pistoni e 370 mm dietro. La dotazione di serie include climatizzatore automatico, i fari bi-xeno, gli interni in pelle nera con cuciture blu, il sistema di infotainment, un sistema di chiamate automatico di emergenza in caso di incidente, le finiture interne in fibra di carbonio, i sensori di parcheggio e un impianto audio più potente.
Le sospensioni sono interamente in alluminio. L'avantreno segue lo schema MacPherson a 
doppio snodo mentre il retrotreno è di tipo multilink a 5 bracci. Lo sterzo è sel tipo a cremagliera, assistito da servocomando elettromeccanico progressivo a controllo elettronico.

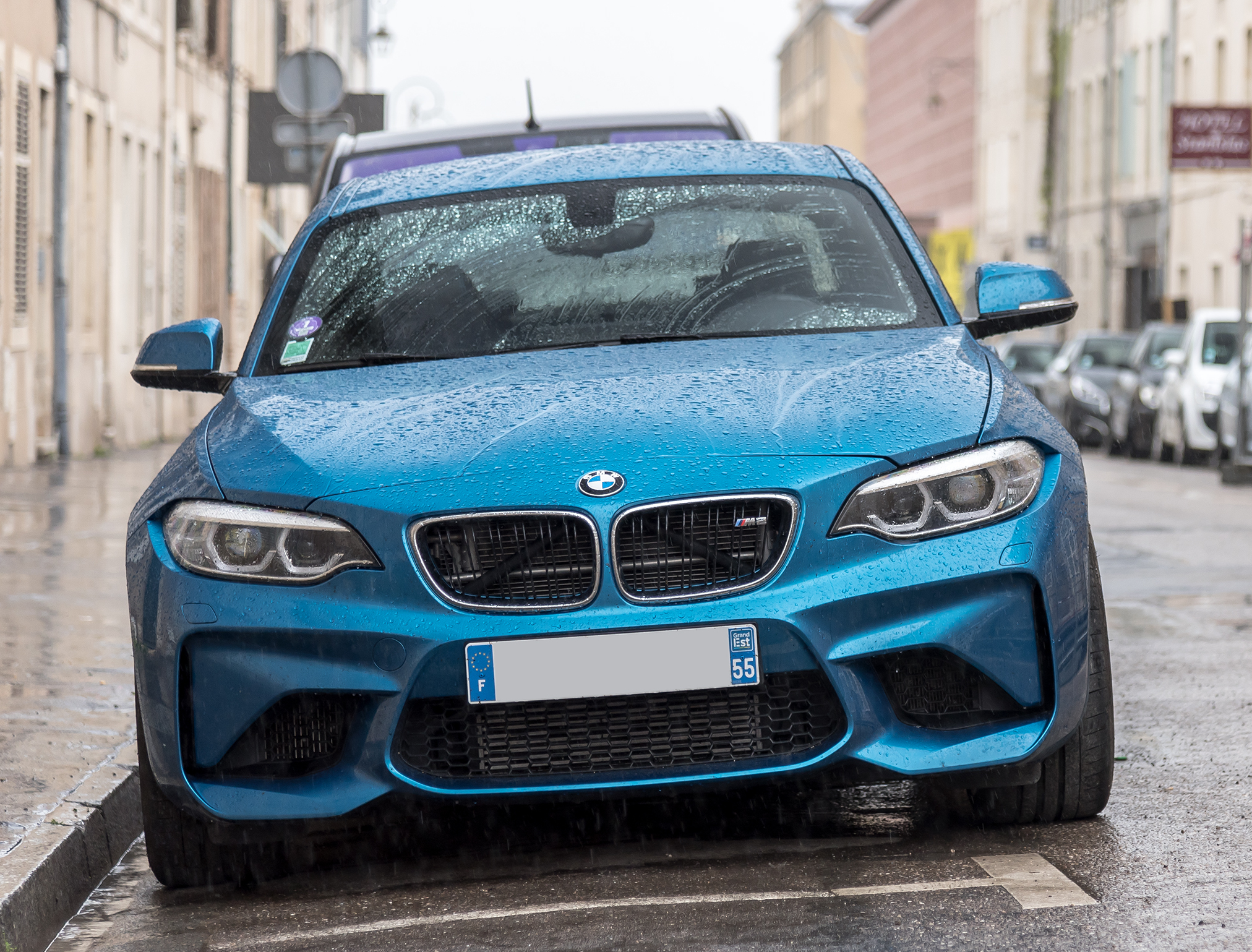
Restyling; notare i fari con trama esagonale

### Evoluzione
Nel maggio 2017 la vettura viene sottoposta a un lieve restyling sia nella versione coupé che cabriolet, che coinvolge tutte le varianti e le versioni in gamma, compresa la M2. I cambiamenti estetici si concentrano principalmente nei fari posteriore e anteriori, in cui quest'ultimi presentano una nuova trama interna a LED esagonale; internamente cambiano leggermente gli interni e viene ridisegnato il cruscotto con un nuovo quadro strumenti.

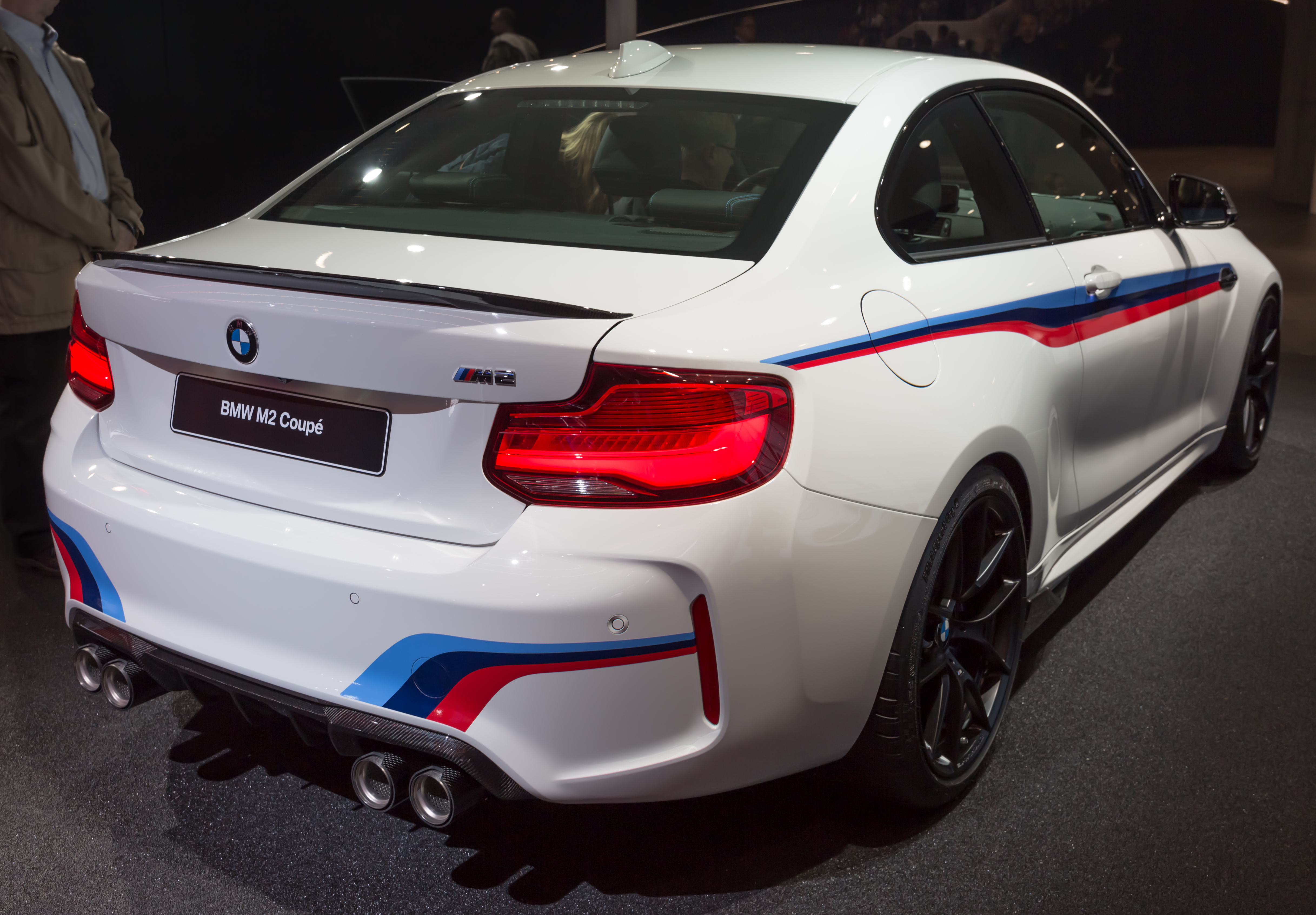
Una M2 con kit M-Performance

Nell'aprile del 2018 al Salone di Pechino viene presentata la M2 Competition, caratterizzata in primis da un motore portato da 370 a 410 CV di potenza  massima. Il suo lancio sul mercato, però, non avverrà che nel mese di settembre dello stesso anno: in pratica la M2 Competition va a sostituire la M2 "di base" portando con sé notevoli migliorie sul piano delle prestazioni. Il suo motore da 3 litri viene dotato di doppia sovralimentazione, arrivando così a sviluppare fino a 410 CV di potenza massima e fino a 550 Nm di coppia massima. Un anno e mezzo dopo, vale a dire nel marzo del 2020, mentre tutto il mondo si blocca per le restrizioni dovute alla pandemia di Covid-19, la Casa di Monaco introduce in listino la M2 CS, limitata a 2.200 esemplari e che porta in dote il già noto 3 litri S55 delle altre M2, ma con potenza ulteriormente innalzata da 410 a 450 CV. Esternamente, questo modello è riconoscibile per i nuovi cerchi in lega dal nuovo disegno e per il labbro in carbonio sotto il paraurti anteriore. Il carbonio è stato comunque utilizzato anche per altre componenti, come il cofano motore, lo spoiler posteriore, l'estrattore nel paraurti posteriore e il tetto. Il cambio rimane quello manuale a 6 marce con doppia frizione DKG a 7 rapporti come optional. Migliorato l'impianto frenante, con dischi anteriori da 400 mm e posteriori da 380 mm. A richiesta erano invece disponibili i dischi carboceramici.

#### M2 Competition

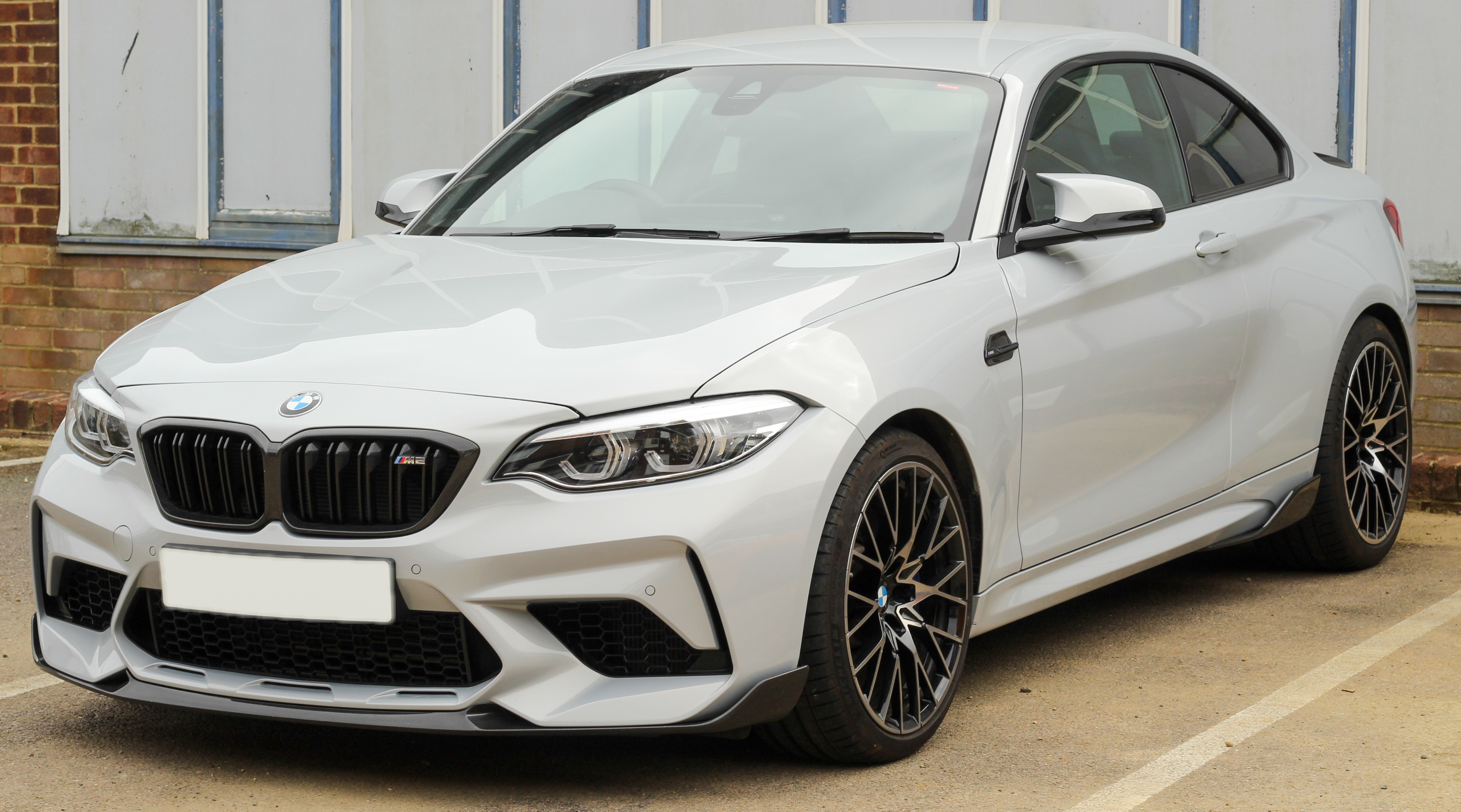
M2 Competition

Durante l'ultimo trimestre del 2018 BMW lancia un aggiornamento della variante sportiva della Serie 2, chiamato M2 Competition. Questa monta il motore dei modelli M3 e M4 di cilindrata 2979 cm³ con 6 cilindri in linea biturbo (al contrario del modello precedente che aveva un turbo singolo) declinato con potenza di 410 CV a 7000 giri e 550 Nm di coppia massima fra 2350 e 5200 giri. Anche in questo caso il cambio è disponibile nelle due varianti manuale 6 marce o automatico DKG doppia frizione a 7 marce.
Esteticamente, la M2 Competition si differenzia dal precedente modello per colori di carrozzeria dedicati Hockenheim Silver e Sunset Orange, dettagli esterni in nero lucido, cerchi specifici da 19", impianto frenante migliorato e interni rivisti. In particolare ricevono particolare beneficio i sedili che divengono più avvolgenti e più adatti ad un utilizzo sportivo.

#### M2 CS

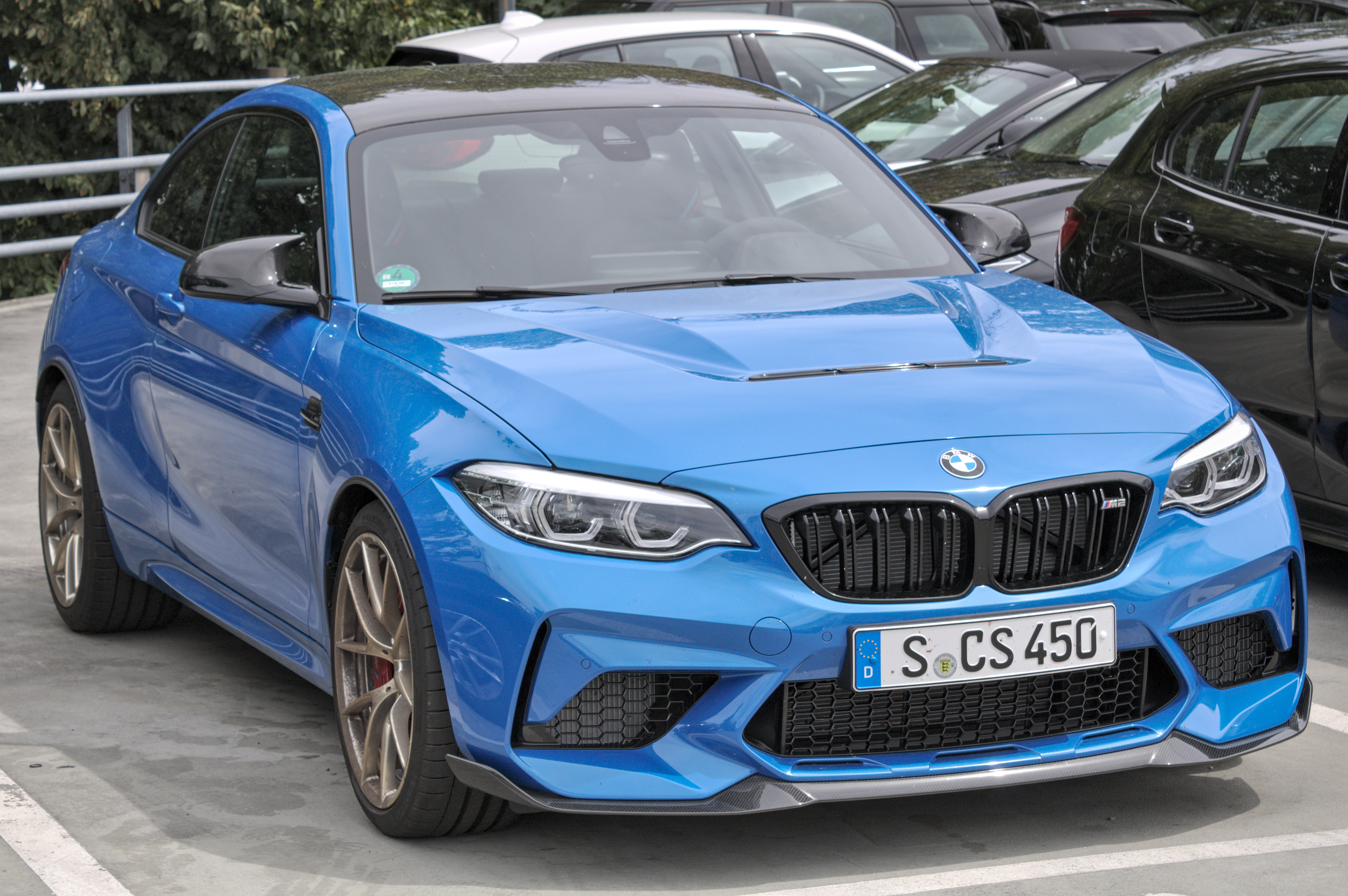
M2 CS

La BMW M2 CS (dove CS sta per Club Sport) è una versione più performante e focalizzata a guida in pista della BMW M2; è stata presentata online a novembre 2019 per poi debuttare al salone di Los Angeles. La produzione, che è iniziata nel marzo 2020, è prevista in edizione limitata in sole 2200 unità.
La M2 CS utilizza lo stesso motore della M4 F82 Competition, una versione più potente del BMW S55 con una potenza nominale di 331 kW (450 CV) e 550 Nm di coppia. Il tempo di accelerazione nello 0-100 km/h è di 4,0 secondi per i modelli con cambio manuale a sei marce e di 3,8 secondi per i modelli con cambio a doppia frizione a 7 marce.

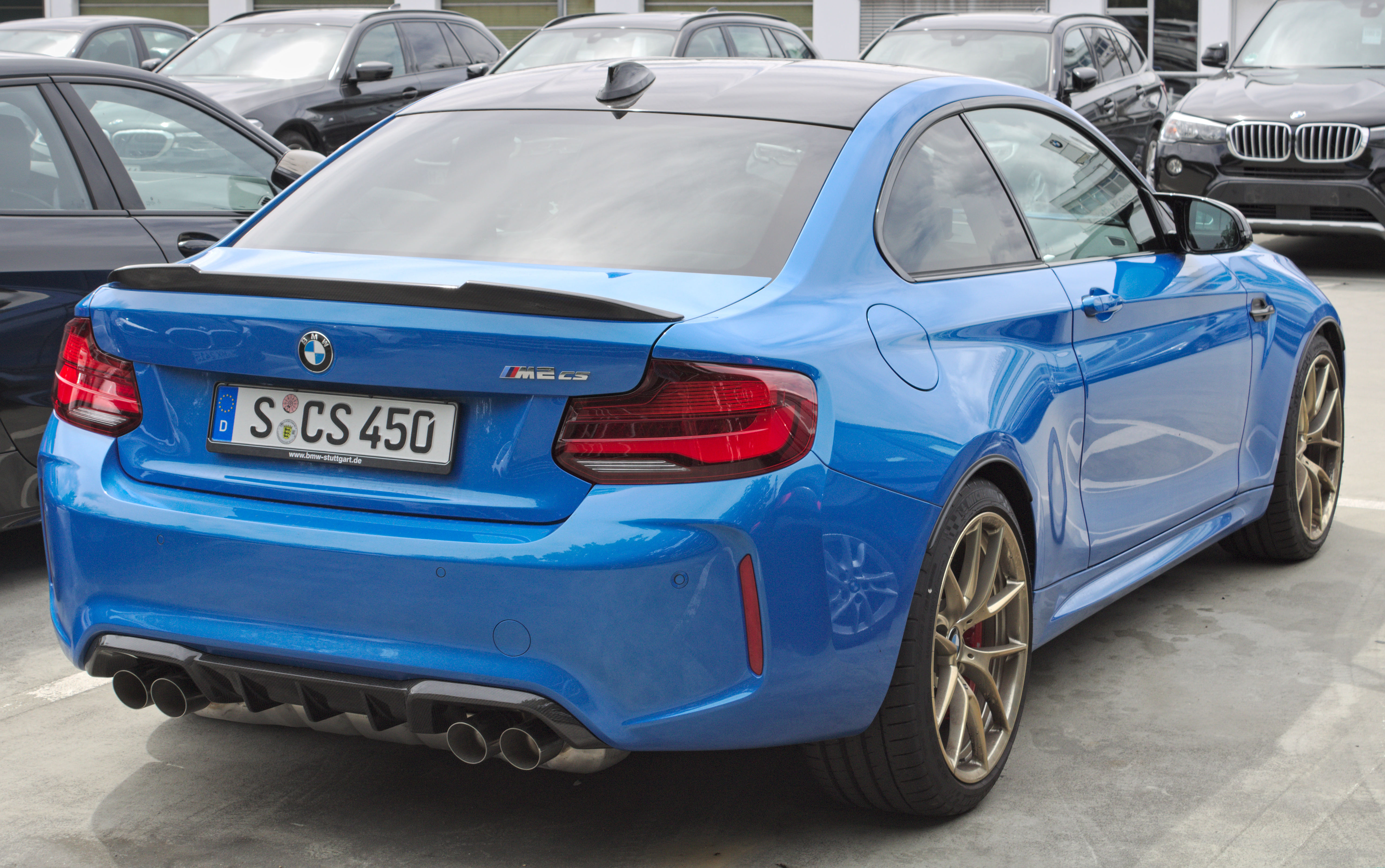
Retro M2 CS

Il sistema frenante viene ripreso dalla M2 Competition, ma sulla CS i dischi hanno un diametro di 400 mm con pinze a sei pistoncini sull'asse anteriore e 380 mm con 4 pistoncini al posteriore; sono disponibili anche i freni in carboceramica in opzione che 
hanno un maggiore mordente e resistenza alla fatica essendo anche più leggeri di 22 kg. Le sospensione sono adattive il differenziale è del tipo autobloccante elettronico. I mozzi delle ruote e i bracci delle sospensioni sono realizzati in alluminio forgiato, con albero di trasmissione in fibra di carbonio per risparmiare peso. Il cofano, il tetto e le varie parti aerodinamiche come spoiler e splitter sono realizzati in un materiale composito, ciò rende il corpo vettura più leggero di 11,5 kg. Anche il sistema di scarico del tipo attivo è nuovo, come anche i cerchi denominati "Jet Black" disponibili in nero lucido o oro opaco, che calzano pneumatici Michelin Cup 2. All'interno, anche la consolle centrale è in fibra di carbonio per limare ulteriori 2,5 kg, con finiture in Alcantara con stemmi "CS" di colore rosso; i sedili e il volante sono in pelle e Alcantara con cuciture a contrasto rosse.

### Riepilogo versioni

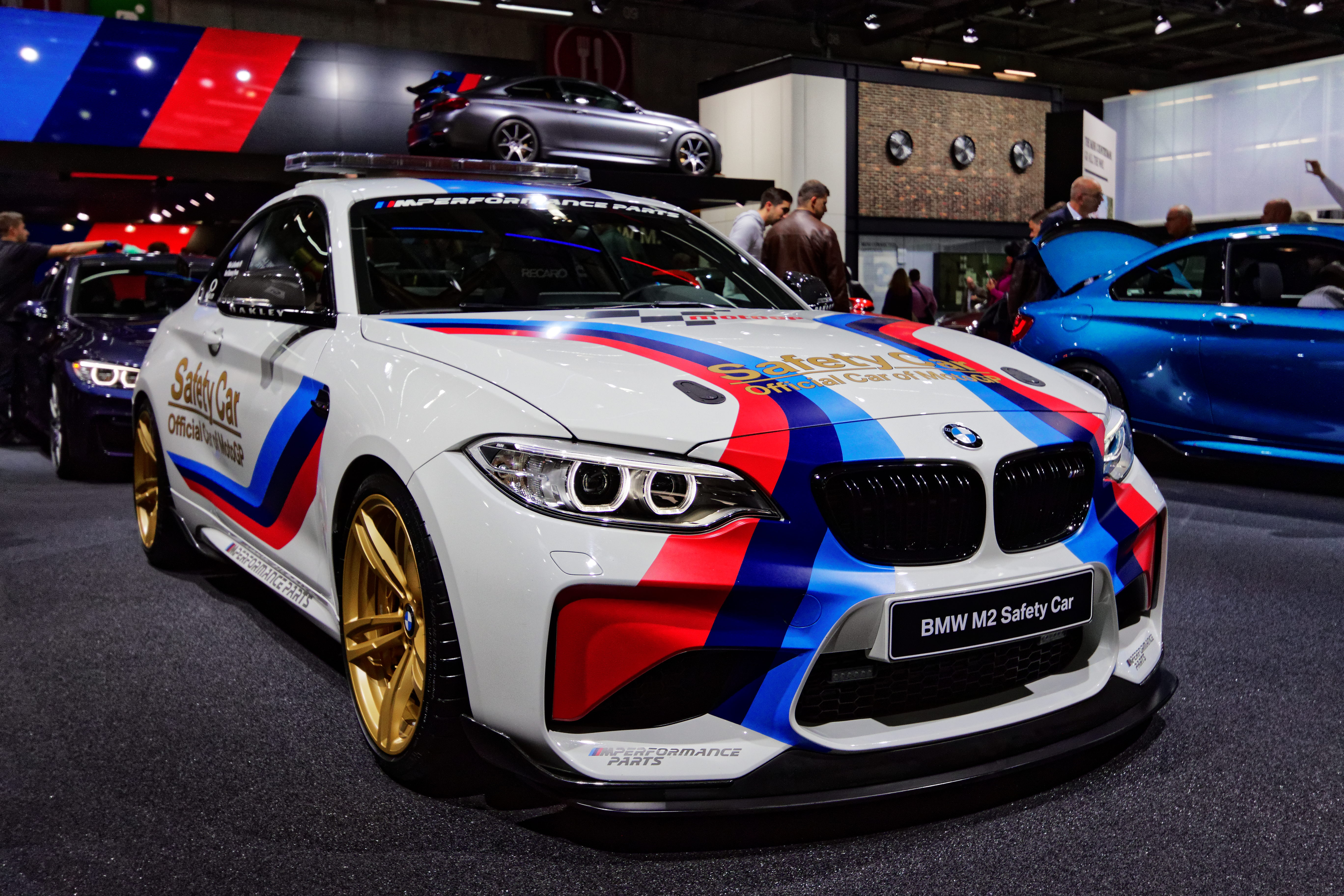
M2 Safety Car

| Modello                            | BMW M2                                                                                         | BMW M2 Competition                                                                             | BMW M2 CS |
| ---------------------------------- | ---------------------------------------------------------------------------------------------- | ---------------------------------------------------------------------------------------------- | --- |
| Varianti di carrozzeria            | Coupé 2 porte a tre volumi                                                                     | Coupé 2 porte a tre volumi                                                                     | Coupé 2 porte a tre volumi |
| Anni di produzione                 | 10/2015-06/2018                                                                                | dal 09/2018                                                                                    | dal 03/2020 |
| Prezzo al debutto in Euro          | 62.400                                                                                         | 66.900                                                                                         | 95.000 |
| Motore                             | N55B30                                                                                         | S55                                                                                            | S55 |
| Posizione                          | Anteriore longitudinale                                                                        | Anteriore longitudinale                                                                        | Anteriore longitudinale |
| Numero e disposizione dei cilindri | 6 cilindri in linea                                                                            | 6 cilindri in linea                                                                            | 6 cilindri in linea |
| Cilindrata (cm³)                   | 2979                                                                                           | 2979                                                                                           | 2979 |
| Alesaggio e corsa (mm)             | 84 x 89.6                                                                                      | 84 x 89.6                                                                                      | 84 x 89.6 |
| Distribuzione                      | Doppio asse a camme in testa                                                                   | Doppio asse a camme in testa                                                                   | Doppio asse a camme in testa |
| Alimentazione                      | Iniezione diretta, sovralimentazione con turbocompressore twin-scroll                          | Iniezione diretta, biturbo                                                                     | Iniezione diretta, biturbo |
| Rapporto di compressione           | 10.2                                                                                           | 10.2                                                                                           | 10.2 |
| Potenza massima (CV/rpm)           | 370/6500                                                                                       | 410/ 5230-7000                                                                                 | 450/6250 |
| Coppia massima (Nm/rpm)            | 465/ 1350-4500 e fino a 500 Nm in overboost                                                    | 550/ 2350-5230                                                                                 | 550/ 2350-5500 |
| Trazione                           | Posteriore                                                                                     | Posteriore                                                                                     | Posteriore |
| Cambio                             | Manuale a 6 marce o a doppia frizione a 7 rapporti a richiesta                                 | Manuale a 6 marce o a doppia frizione a 7 rapporti a richiesta                                 | Manuale a 6 marce o a doppia frizione a 7 rapporti a richiesta                                                                  |
| Struttura                          | Scocca portante                                                                                | Scocca portante                                                                                | Scocca portante |
| Sospensioni ant.                   | A ruote indipendenti, schema McPherson, molle elicoidali, ammortizzatori idraulici telescopici | A ruote indipendenti, schema McPherson, molle elicoidali, ammortizzatori idraulici telescopici | A ruote indipendenti, schema McPherson, molle elicoidali, ammortizzatori idraulici telescopici                                  |
| Sospensioni post.                  | A ruote indipendenti, schema multilink, molle elicoidali, ammortizzatori idraulici telescopici | A ruote indipendenti, schema multilink, molle elicoidali, ammortizzatori idraulici telescopici | A ruote indipendenti, schema multilink, molle elicoidali, ammortizzatori idraulici telescopici                                  |
| Impianto frenante                  | A quattro dischi autoventilanti (anteriori da 380 mm, posteriori da 370 mm), servofreno e ABS  | A quattro dischi autoventilanti (anteriori da 380 mm, posteriori da 370 mm), servofreno e ABS  | A quattro dischi autoventilanti (anteriori da 400 mm, posteriori da 380 mm), servofreno e ABS, dischi carboceramici a richiesta |
| Pneumatici                         | anteriori 245/35 R19, posteriori 265/35 R19                                                    | anteriori 245/35 R19, posteriori 265/35 R19                                                    | anteriori 245/35 R19, posteriori 265/35 R19                                                                                     |
| Massa in ordine di marcia          | 1495 kg                                                                                        | 1550 kg                                                                                        | - |
| Serbatoio                          | 52 litri                                                                                       | 52 litri                                                                                       | 52 litri |
| Velocità massima                   | 250 km/h (270 km/h con pacchetto M Driver's Package)                                           | 250 km/h (280 km/h con pacchetto M Driver's Package)                                           | 280 |
| Accelerazione 0-100 km/h           | 4,5                                                                                            | 4,4                                                                                            | 4,2 |
| Consumo medio                      | 8,5                                                                                            | 10                                                                                             | 10,4 |
| Emissioni di CO2 (g/km)            | 199                                                                                            | 227                                                                                            | 238 |

### Versioni speciali

#### M2 Safety Car
Per la stagione 2016 del campionato di Moto GP è stata allestita in un unico esemplare una versione speciale denominata M2 Safety Car, per essere impiegata, come riferisce anche il nome, come safety car durante le gare. Esteticamente la vettura presenta una tinta bianca coadiuvata da una livrea che riprende i colori del reparto M, con alettone derivato dalla M4 GTS ed altre appendici aerodinamiche in CFRP; in più è dotata di luci a Led lampeggianti sul tetto e sul paraurti. Meccanicamente riprende lo stesso layout motoristico e la stessa ciclistica della versione di serie, ma è stato migliorato il sistema di raffreddamento, sulla linea di scarico sono stati rimossi catalizzatori e silenziatori con terminali in carbonio e l'assetto è del tipo sportivo regolabile. I cerchi che calzano pneumatici Michelin sono di color oro, mentre l'impianto frenante è carboceramico. L'interno, che è stato spogliato del divano e altri accessori, è rivestito con finiture in fibra di carbonio e Alcantara, dotato di roll bar.

#### BMW M2 CS Racing

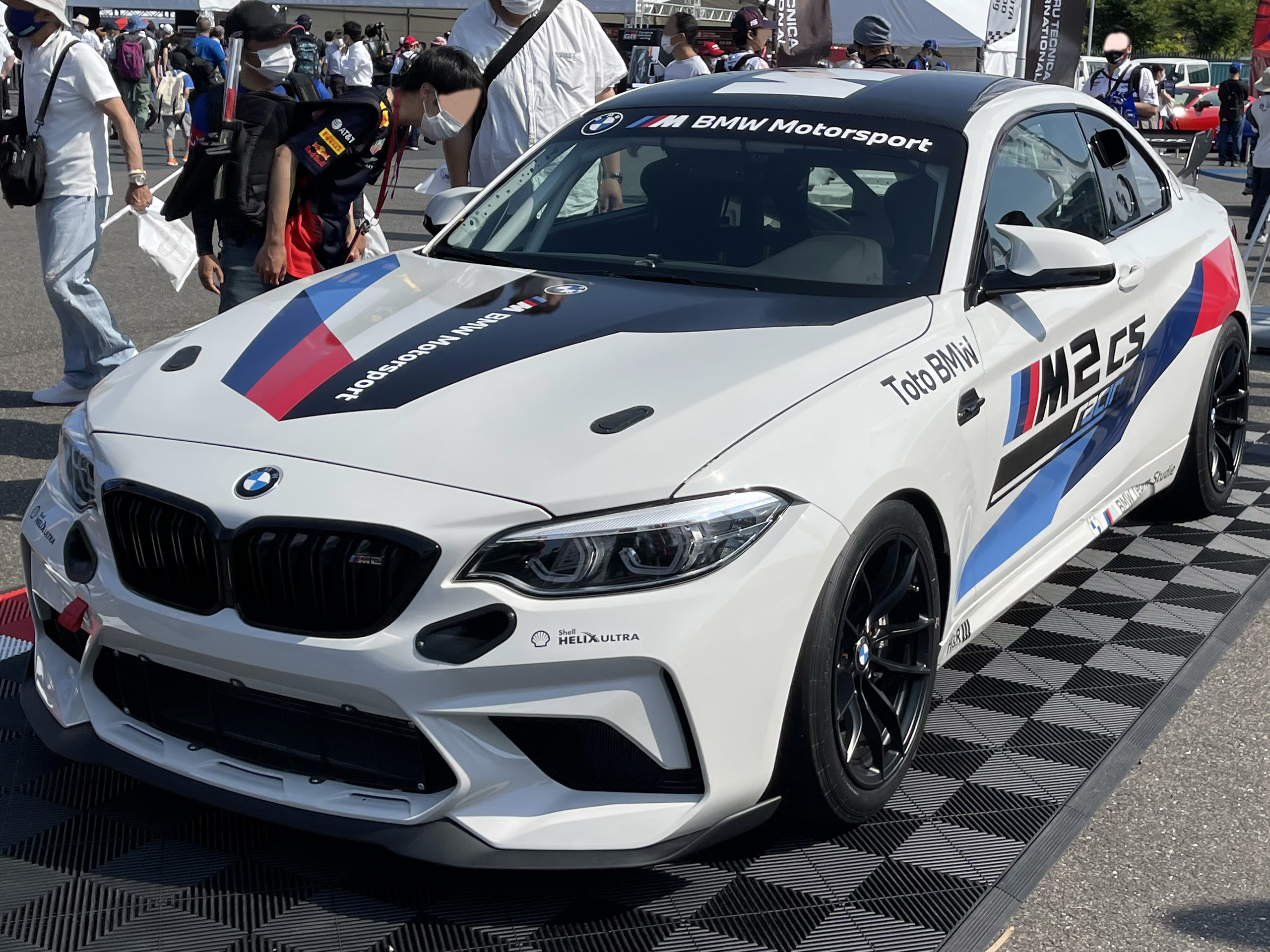
M2 CS Racing

La BMW M2 CS Racing è la variante da competizione della M2 CS stradale, sviluppata dal reparto BMW M Motorsport per piloti principianti e iniziarli alle gare automobilistiche. L'auto da corsa ha molte componenti sviluppate e derivate dalle precedenti BMW M235i Racing e la BMW M240i Racing, nonché anche dalla BMW M4 GT4. La BMW M2 CS Racing dispone anche di un roll-bar approva dalla FIA, insieme a molti componenti specifici, come l'alettone posteriore, i sistemi ABS appositamente realizzati per la vettura dalla BMW M Motorsport.

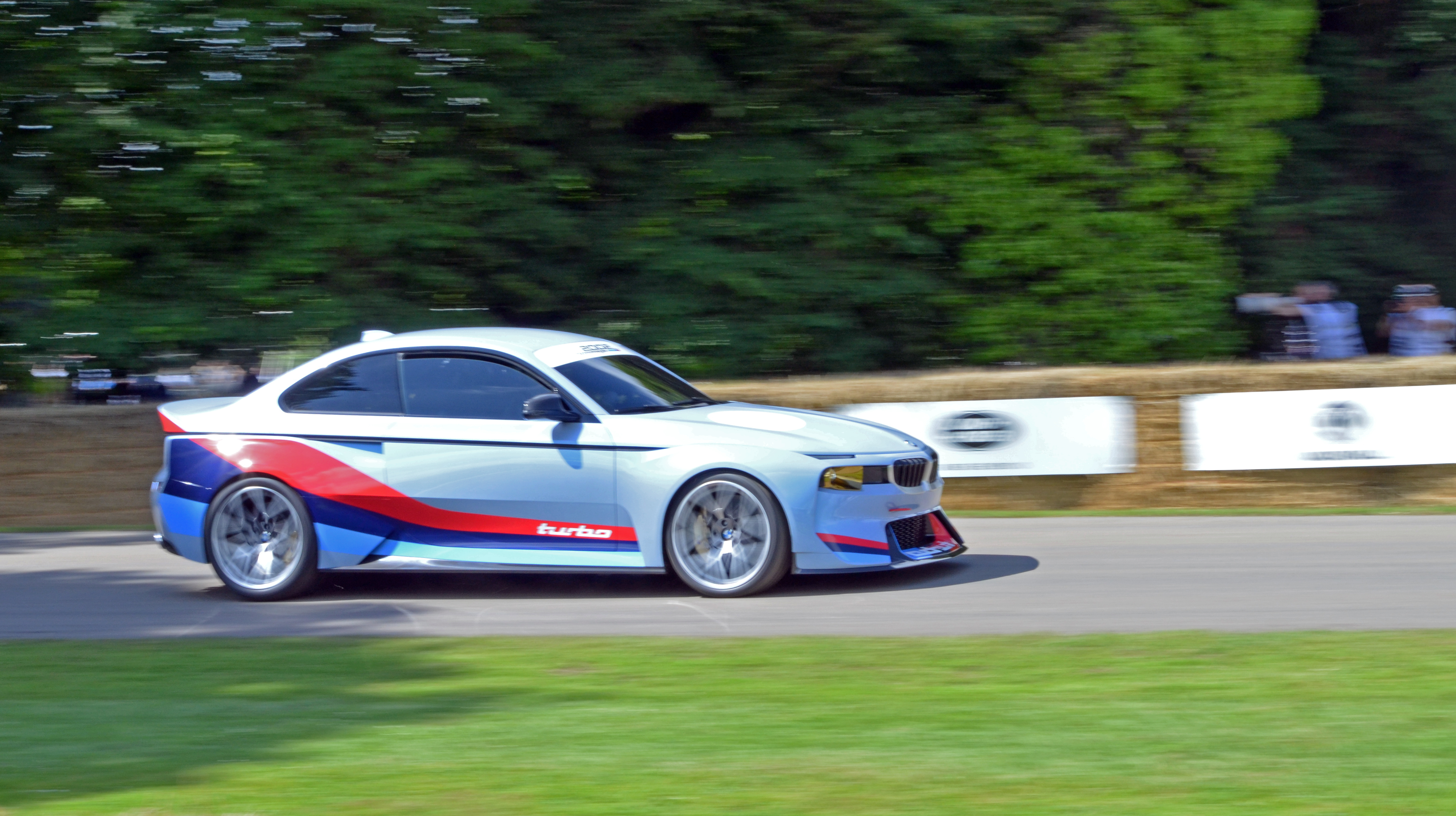
2002 Hommage Concept

#### 2002 Hommage Concept
Sulla base della M2, la BMW ha realizzato due concept car: la BMW 2002 Hommage Concept che è stata presentata a maggio 2016 al Concorso d'eleganza Villa d'Este, che rende omaggio a cinquant'anni dalla nascita della BMW 2002 turbo; ed una seconda BMW 2002 Hommage Turbomeister Concept che è stata presentata nell'agosto 2016 al Concorso d'eleganza di Pebble Beach, che riprende la livrea arancione dall'omonimo sponsor e dalle BMW impiegate nei vari campionati turismo durante gli anni 70.

## M2 G87 (2022-)
Basata sulla BMW G42, la seconda generazione della M2 Coupé (G87) è stata presentata il 12 ottobre 2022, debuttando in pubblico per la prima volta a fine ottobre al Motorclassica di Melbourne in Australia. Viene prodotta nello stabilimento BMW di San Luis Potosí, in Messico.
Questa versione si differenzia e presenta paraurti anteriori e posteriori maggiorati e dal design più squadrato, parafanghi allargati e la griglia del radiatore a doppio rene senza cornice con listelli orizzontali. All'interno è presente un nuovo display curvo che funge sia da quadro strumenti che da sistema multimediale.
La M2 è alimentata dal motore BMW S58 a sei cilindri in linea da 3,0 litri biturbo da 338 kW (460 CV) a 6.250 giri/min e 550 Nm tra 2.600 e 5.950 giri/min, derivato da quello montato sulle M4 G82. La trazione è solo posteriore e ed disponibile con cambio manuale a 6 marce o con automatico a 8 marce. I tempi di accelerazione da 0 a 100 km/h sono di 4,3 secondi per i modelli con cambio manuale e di 4,1 secondi per i modelli con cambio automatico. La velocità massima è limitata a 250 km/h, ma può essere aumentata a 285 km/h con il pacchetto M Driver.
La distribuzione dei pesi su entrambi gli assi è di 50:50. Dalla M4 G82, oltre che il motore, riprende altri componenti meccanici come le sospensioni e i semiassi, con l'unica differenza nelle molle che sono leggermente diverse. Per irrigidire e supportare la maggior potenza del motore, sulla scocca della vettura rispetto alle altre Serie 2, sono stati applicati 35 kg di rinforzi (barre duomi, barre antirollio, rinforzi al montante C e nella zona del bagagliaio). Il tetto è più leggero di sei kg in quanto realizzato in plastica rinforzata con fibra di carbonio. Sono disponibili come optional sedili da corsa KfK con struttura in carbonio, che sono più leggeri di 10,8 kg rispetto a quelli standard.